# Глевенешть (Ясси)
Глевенешть, Глевенешті (рум. Glăvănești) — село у повіті Ясси в Румунії. Входить до складу комуни Андрієшень.
Село розташоване на відстані 357 км на північ від Бухареста, 49 км на північний захід від Ясс.

## Населення
За даними перепису населення 2002 року у селі проживали 860 осіб, усі — румуни. Усі жителі села рідною мовою назвали румунську.